# グスコーブドリの伝記
『グスコーブドリの伝記』（グスコーブドリのでんき）は、大正後期を中心に活動した童話作家・宮沢賢治によって書かれた童話。1932年（昭和7年）4月に刊行された雑誌『児童文学』第2号にて発表された。賢治の代表的な童話の一つであり、生前発表された数少ない童話の一つでもある。

## 成立と経緯
本作にはその前身となる作品が存在する。1922年（大正11年）頃までに初稿が執筆されたと推定される『ペンネンネンネンネン・ネネムの伝記』である。この作品は「ばけもの世界」を舞台とし、苦労して育った主人公であるネネムが「世界裁判長」に上り詰めながら慢心によって転落するという内容の作品であった。賢治はこの作品のモチーフを利用しながら、およそ10年の間に作り変え（その過渡的形態を示す『ペンネンノルデは今はいないよ』という創作メモが残されている）、1931年（昭和6年）頃に本作とほぼ同じ内容を持つ下書き作品『グスコンブドリの伝記』を成立させた。
賢治は詩人・佐藤一英が編集・発行した雑誌『児童文学』の創刊号に『北守将軍と三人兄弟の医者』を発表したのに続き、本作を発表する。その発表用と思われる清書原稿の反故が数枚現存しているが、その中には上記の『グスコンブドリの伝記』の終わりのほうに裏面を転用したものがあり、『グスコンブドリの伝記』が完結しない段階で冒頭から『グスコーブドリの伝記』の清書を行うという差し迫った状況を垣間見せる。『グスコンブドリの伝記』と本作を比較すると、『グスコンブドリの伝記』での細かいエピソードの描写を省略した箇所がいくつか存在している。賢治の実弟である宮澤清六も評伝『兄・賢治の生涯』で「後半を書き急いでいるような印象」を指摘している。
なお、本作の発表用原稿の執筆時期については1931年（昭和6年）夏に書かれた書簡に「（『児童文学』に対して童話を）既に二回出してあり」という表現が見られる。一方、『兄・賢治の生涯』ではこの作品の執筆をめぐるエピソードが1932年（昭和7年）春の話として出てくる。このため1931年夏にいったん送った後、書き直しを求められたのではないかとする意見もある。
2015年7月2日、古書入札会に出品予定の本作の自筆草稿1枚が、東京古書会館で報道陣に公開された。これは清書稿書き損じ断片とみられるものの1枚で、内容は「三、沼ばたけ」の章の一部であるが、『児童文学』発表形とは内容に相違が見られる。

## あらすじ
グスコーブドリ（ブドリ）はイーハトーブの森に暮らす樵（きこり）の息子として生まれた。冷害による飢饉で両親を失い、妹と生き別れ、工場に労働者として拾われるも火山噴火の影響で工場が閉鎖するなどといった苦難を経験するが、農業に携わったのち、クーボー大博士に出会い学問の道に入る。課程の修了後、彼はペンネン老技師のもとでイーハトーブ火山局の技師となり、噴火被害の軽減や人工降雨を利用した施肥などを実現させる。前後して、無事成長し牧場に嫁いでいた妹との再会も果たすのであった。
ところが、ブドリが27歳のとき、イーハトーブはまたしても深刻な冷害に見舞われる。カルボナード火山を人工的に爆発させることで大量の炭酸ガスを放出させ、その温室効果によってイーハトーブを暖められないか、ブドリは飢饉を回避する方法を提案する。しかし、クーボー博士の見積もりでは、その実行に際して誰か一人は噴火から逃げることができなかった。犠牲を覚悟したブドリは、彼の才能を高く評価するが故に止めようとするクーボー博士やペンネン老技師を冷静に説得し、最後の一人として火山に残った。ブドリが火山を爆発させると、冷害は食い止められ、イーハトーブは救われたのだった。

## 解説
農業を始めとする宮沢賢治の実体験が色濃く反映した作品で、「ありうべかりし自伝」と言われることもある。また、その伝記的側面とのつながりから語られることが多い。一方、結末については第二次世界大戦後になって「自己犠牲を過度に美化した内容である」という批判もなされている。
発表時の挿絵（6点）を手がけたのは無名時代の版画家・棟方志功であった。棟方は、約40年後に『校本宮澤賢治全集』の月報に寄稿した文章では、その絵を描いた記憶が「薄すぎる」と述べ、「けれどもたしかに、わたくしの、その頃の絵ですから仕方のない事です。―少し、思い出されるのは、これはたしかに「ムナカタシコウ」の絵に違い無いという事だけです。」と記した。6点の挿絵中4点には棟方による署名の添え書きとして「六年九月」という記載がある。
作中に登場する潮汐発電所は、執筆から約30年後にフランスで実現した。また、作中で「もっとも重要な作物」として出てくる「オリザ」はイネ（稲）の学名 "Oryza sativa" の日本語転写「オリザ・サティヴァ」に由来する。また、水田に相当するものは「沼ばたけ」と表記されており、日本語としての「稲」や「水田（田んぼ）」という言葉は使用されていない。
冷害を止めるために火山噴火で二酸化炭素 (CO2) を増やそうとするくだりは、地球温暖化現象が大々的に問題視され始めた21世紀初頭には、温室効果のわかりやすい描写の例として紹介されることも多くなった。また、火山噴火ではそれに伴う火山灰などの噴出物によるエアロゾルでむしろ冷害が悪化するのではないかという意見もあるが、根本順吉（元気象庁予報官）や石黒耀（『死都日本』の著者）からは、賢治はそれも認識した上で（他の噴出物をほとんど伴わずに）CO2ガスを主に噴出するタイプの実在する火山を、念頭に置いて執筆したのではないかという指摘がなされている。

## 登場人物
グスコーブドリ
ブドリとも呼ぶ、本編の主人公。イーハトーブの森に暮らす樵（きこり）・グスコーナドリの長男として生まれる。10歳の年から翌年にかけて連続して起きた冷害による飢饉が原因で一家離散の憂き目に遭った後、森一帯を買収した資本家の経営するてぐす工場で働くが、火山噴火による降灰被害で工場は閉鎖する。続いて、山師的な農家「赤ひげ」のもとに住み込み、農作業の手伝いと勉強に励む。その後、興味を持っていたクーボー大博士の学校で試問を受け、イーハトーブ火山局への就職を紹介される。火山局では着実に技術と地位を向上させていき、数々の業務に携わり、ひとかどの技師になる。しかし27歳のとき、またしてもイーハトーブを冷害が襲い、苦悩の末、気候温暖化のための火山の人為的な噴火計画の実行役に志願することを決心し、命と引き換えに火山のふもとに居残ることでイーハトーブを救った。
ネリ
ブドリの妹。ブドリより3歳下。冷害による飢饉の時、自宅を訪れた男に攫われてしまうが、泣き叫んだ事が却って幸いしたのか、置き去りになったところで小さな牧場の夫婦に拾われ、そこで働くようになる。後年、火山局に勤務するブドリが人工降雨を利用した施肥に関して、ある土地の農業技師から濡れ衣を着せられ農民達から暴行された事件を新聞の記事で知り、兄と再会を果たす。その時にはその牧場の主人の長男に嫁いでいた。のちに息子を出産し、母親となる。
グスコーナドリ
ナドリとも呼ぶ。ブドリとネリの父親。樵（きこり）をしていたが、2年にも渡る冷害による飢饉で困窮しきり、遂に家族に食料を残すため、家を出ていってしまった。
ブドリの母
ナドリの妻で、ブドリとネリの母親。飢饉の際、ナドリの後を追うようにやはり家を出て、二度と戻らなかった。
人さらい
序盤でネリを誘拐した男。売身目的だったが誘拐してから3日後、ネリの泣き声の大きさに耐えられなくなったか、とある小さな牧場の近くに置き去りにしてしまった。
てぐす飼い
ブドリたちの家と森一帯を買収し、てぐす工場を経営する資本家。人さらいを追って森の外れで行き倒れていたブドリに声をかけ、てぐす工場で働かせる。翌年の春、火山噴火の降灰でてぐすが全滅したため、工場を放棄し、ブドリに野原（農地）で働くことを勧めて去っていった。森を買収した際に、ブドリの両親の遺体を森で見つけ、ブドリに告げずに葬っていた事が後に判明し、ブドリはそこに父母の墓を建てた。
赤ひげ
広大な沼ばたけ（水田）を所有し、オリザ（稲）などの投機的な作付けをしている農家の主。農業に関する知識はあまりなく、オリザに病気が出たときは、沼畑に石油を入れるといった行動をしていた。ブドリを雇って働かせるとともに、亡くなった息子の本をブドリに与えて勉強させた。旱魃が数年続いたために経営が苦しくなり、金と衣服を渡して6年間雇っていたブドリに暇を出した。後に立身したブドリが礼を言いに行き、歳をとっても相変わらずの山師ぶりだったが、暮らしは豊かになっていた。
おかみさん
赤ひげの妻。夫が投機的な作付けをすることを快く思わないが、それでも愛想を尽かさずに家計を支える。
赤ひげの隣人
赤ひげの隣に沼ばたけと水口を持つ男。自分の沼ばたけや水口に、他人が手を入れることを嫌う。
クーボー大博士
イーハトーブでは高名な学者。無料の学校を一か月間開いており、最終日に志願制の試問を行い、優秀な生徒に職を斡旋している。作中では、類を見ない優れた解答を行ったブドリに火山局を紹介した。自家用飛行船を持っており、それを使って移動している。ブドリが就職した後も、専門知識が必要な場面で相談に乗っていた。
クーボー大博士のキャラクターは、賢治の盛岡高等農林学校での恩師である関豊太郎がモデルとも言われている。
ペンネンナーム
通称はペンネン技師。火山局に務める老技師で、ブドリのよき相談相手。初登場時の年齢は不明だが、カルボナード島の人工噴火計画の時点で63歳であることが本人の口から語られている。人工噴火を起こす際の犠牲になる事を志願するも、失敗した場合に次の手を打てる者が生きるべきだとブドリに説得された。
「ペンネンナーム」の名は、本作品の前身にあたる『ペンネンネンネンネン・ネネムの伝記』の名残でもある。

## アニメ版

### 1994年映画
賢治の没後60周年を記念して1994年に制作、同年7月16日に上映会（親子映画）向けに順次公開された。制作に当たっては制作費の一部が地元である岩手県からの募金によってまかなわれている。舞台であるイーハトーブについては、賢治が暮らした「1920年代の岩手県」をモチーフとした描写がなされ、ほぼ原作に忠実なストーリーである。
本作について、アニメ映画『セロ弾きのゴーシュ』を監督した高畑勲は1996年に執筆した文章で、原作における人工降雨での施肥や火山噴火を利用したCO2増加による温暖化は賢治の切実な願いに基づく科学の夢だが、現在ではそうした行為が生態系に深刻な影響をもたらすことがわかっているのに、その点を考えずに映画化したことを批判した。

#### キャスト（1994年映画）
- ブドリ - 峰野勝成
- ネリ - 篠倉伸子
- ブドリ（幼年期）、ネリ（幼年期） - 高山みなみ
- お父さん - 佐藤政道
- お母さん - 信沢三恵子
- 赤髭 - 石田太郎
- おかみさん - 鷲尾真知子
- クーボー博士 - 池田一臣
- ペンネン - 土師孝也
- 人買い - 立木文彦
- 親方 - 大塚明夫

#### スタッフ（1994年映画）
- 企画 - 鳥居明夫・鹿本鬼助
- プロデューサー - 石川博・久保田正明 ・名嘉邦夫
- 監督・脚本 - 中村隆太郎
- 作画監督・キャラクターデザイン - 鈴木信一
- 撮影 - 高橋明彦
- 音楽 - 菅野由弘
- 音楽プロデューサー - 藤田純二
- 美術監督 - 荒井和浩
- 編集 - 瀬山武司
- 録音 - 斯波重治
- 配給 - 東京テアトル、共同映画全国系列会議
- アニメーション制作 - あにまる屋

### 1998年OVA
出典：
宮沢賢治の没後60年（1993年）、生誕100年（1996年）を記念して製作された作品。

#### 声の出演（1998年OVA）
古本新之輔、日髙のり子、玉川紗己子、大林隆之介、亀山助清

#### スタッフ（1998年OVA）
- 監督 - 宇井孝司
- 脚本 - 相良敦子
- 音楽 - 尾形真一郎

### 2012年映画
2012年7月7日にワーナー・ブラザース映画の配給により、丸の内ピカデリー2他全国241スクリーンで公開された。
1985年のアニメ映画『銀河鉄道の夜』と同様、ますむらひろしによる漫画版（猫をキャラクターとしたもの）をベースとしており、キャラクターはすべて猫の姿をしている。『グスコーブドリの伝記』の原作に基づきつつ、原作に登場しない「世界裁判長」や「ばけもの」のキャラクターを『ペンネンネンネンネン・ネネムの伝記』から借用した内容となっている。
制作は手塚プロダクションで、監督は同じくますむらの漫画版をもとにした『銀河鉄道の夜』を手がけた杉井ギサブロー。文部科学省特選。
7月7日、8日の初日2日間で興収5,888万8,200円、動員4万6,355人になり映画観客動員ランキング（興行通信社調べ）で初登場第7位となっている。

#### 制作の経緯
2008年3月に開催された東京国際アニメフェアにて制作が発表された。制作は『銀河鉄道の夜』と同じグループ・タックが当たるとされ、脚本は村井さだゆきの予定であった。上記の東京国際アニメフェアでは「2009年春完成予定」とされていた。予定を過ぎた2010年4月当時、グループ・タックのウェブサイトでは「製作中」となっていたが具体的な公開予定などは明らかにされなかった。2010年9月にグループ・タックが事業の継続を断念し、破産手続きを開始したことが報じられたため、同社が本作を完成させることは事実上不可能になった。
その後、2011年9月30日に文化庁が選定した平成23年度の「国際共同製作映画支援事業」における製作支援対象として、手塚プロダクションが制作する形で本作が含まれていることが明らかになった。この支援を受けるには2カ国以上での共同制作で、平成23年度（2012年3月末）までに完成させることが条件となっていた。
2011年12月、2012年夏にワーナー・ブラザース映画の配給で公開予定であることが報じられた。2012年1月、公開日（7月7日）とメインスタッフが発表された。

#### キャスト（2012年映画）
- グスコー・ブドリ - 小栗旬
- グスコー・ネリ - 忽那汐里
- コトリ（人さらいの男） - 佐々木蔵之介
- ブドリの母 - 草刈民代
- 赤ひげ - 林家正蔵
- てぐす工場主 - 内海賢二
- 学校の先生 - 桑島法子
- 赤ひげの奥さん - 小宮和枝
- 赤ひげの父 - 亀山助清
- 水下の男（赤ひげの隣人）- 岩崎征実
- ナカタ - 宮本充
- ペンネンナーム技師 - キートン山田
- 材木工場の工場長 - 星野充昭
- 観測員 - 遊佐浩二
- その他 - 財城里佳、高瀬朝季、浅井慶一郎、岩澤俊樹、後藤光祐、斉藤貴之、烏丸祐一、布施川一寛、小林茉莉子、坂本知穂、新原さおり、池田汐里、青木美帆、粕谷彩乃
- 世界裁判所の羊男 - 柳原哲也（アメリカザリガニ）
- グスコー・ナドリ - 林隆三
- 語り・クーボー博士 - 柄本明

#### スタッフ（2012年映画）
- 原作 - 宮沢賢治
- 監督・脚本 - 杉井ギサブロー
- 監修 - 天沢退二郎、中田節也
- キャラクター原案 - ますむら・ひろし
- アニメーション監督 - 前田庸生
- キャラクターデザイン・総作画監督・アニメーション演出 - 江口摩吏介
- 絵コンテ - 杉井ギサブロー、小林治
- 美術監督 - 阿部行夫
- 映像ディレクター - 篠崎亨
- 音楽 - 小松亮太
- 企画 - 渡邊桐子
- プロデュース - 清水義裕、渡辺繁
- 映像美術 - 河野羚
- 幻想世界美術 - 平田秀一
- 色彩デザイン - 馬郡美保子
- タイポグラフィ - 佐藤直樹
- 撮影監督 - 佐藤陽一郎
- 編集 - 古川雅士
- 音響監督 - 藤山房伸
- 音響効果 - 北方将実
- 学校協賛 - 京都精華大学、大阪芸術大学、安達学園グループ、静岡デザイン専門学校、大阪総合デザイン専門学校
- 助成 - 文化庁
- アニメーション制作 - 手塚プロダクション
- 配給 - ワーナー・ブラザース映画
- 製作 - 「グスコーブドリの伝記」製作委員会（手塚プロダクション、バンダイビジュアル、ビジュアル・ビジョン、日本BS放送、理論社、朝日新聞社、電通、メディアドゥ、京都精華大学、スタジオエル、AT Licensing & Merchandising Ltd.(香港)）

#### 主題歌（2012年映画）
小田和正「生まれ来る子供たちのために」（アリオラジャパン）

#### ソフト化（2012年映画）・関連出版
2013年1月29日発売。Blu-rayとDVDでリリース。発売・販売元はバンダイビジュアル。
- 『グスコーブドリの伝記　アニメ版』理論社、2012年6月。ISBN 4-652-02035-X

#### 受賞
- 第16回文化庁メディア芸術祭アニメーション部門優秀賞[16][17]

## ドラマCD
賢治の生誕100周年を記念して1996年7月5日に『グスコーブドリの伝記 イーハトーブの物語』の題名で、マーキュリー・ミュージックエンタテインメントより発売された。
声の出演
- グスコーブドリ（青年） - 古本新之輔
- グスコーブドリ（幼年） - 日髙のり子
- ネリ - 玉川紗己子
- ペンネン老技師 - 大林隆之介
- クーボー博士 - 亀山助清
- 人さらいの男 - 西村知道
- 親方 - 島崎靖
- 汽車の男 - 中嶋聡彦
- ブドリの母 - 達依久子
- 看護婦 - 岡村明美
- 学生 - 坪井智浩

## ラジオドラマ
- 立体放送劇 (1966年/NHK/出演：桜井英一、黒柳徹子)
- お話でてこい (2015年/NHK/出演：佐野浅夫)